# Йост де Негкер
Йост де Негкер (1485—1544) — ксилограф, печатал и издавал гравюры в начале 16 века, в основном в Аугсбурге, Германия. Он был не только выдающимся резчиком деревянных печатных форм своего времени, но и создателем рисунков (художником). Он тесно связан с развитием ксилографии в Северной Европе. Хотя он обычно не создавал эскизы и не рисовал, его можно считать художником, наряду с Гансом Луцельбургером и Иеронимусом Андреа, исходя из качества его работы, которую он выполнил для Адама фон Барча. Некоторые оттиски неизвестных авторов подписаны именем де Негкера, но предполагается, что эскиз для этих работ рисовал другой художник. Существует предположение, что де Негкер — это художник, который дорисовывал пейзажный фон к уже нарисованным фигурам.